# Charles Curran (theoloog)

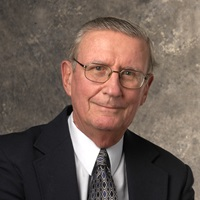
Charles Curran

Charles E. Curran (Rochester, 30 maart 1934) is een Amerikaans rooms-katholiek priester en theoloog.
Curran werd tot priester gewijd in het bisdom Rochester en studeerde theologie in Rome. Hij was een gangmaker van het protest tegen de encycliek Humanae vitae van paus Paulus VI. Hij deed een oproep in de New York Times aan katholieken om deze encycliek inzake geboortebeperking niet te gehoorzamen. Deze oproep, ondertekend door meer dan 200 katholieke theologen, werd bekend als de Curran-verklaring. Curran bleef daarna standpunten innemen tegen de officiële leer van de katholieke kerk, onder andere over homoseksuele betrekkingen. Hij kreeg een verbod om theologie te doceren aan katholieke universiteiten.
- Bibliothèque nationale de France: cb12024324n (data)
- CiNii: DA04056743
- Gemeinsame Normdatei: 119047594
- International Standard Name Identifier: 0000 0001 0918 676X
- Library of Congress Control Number: n79090097
- Bibliotheek van het Japanse parlement: 00936860
- Nationale Bibliotheek van Tsjechië: uk2007349635
- Nationale bibliotheek van Australië: 35032707
- Nationale Bibliotheek van Israël: 987007272950205171
- Nederlandse Thesaurus van Auteursnamen: 069546770
- SNAC: w6t15cx5
- Système universitaire de documentation: 028400712
- Virtual International Authority File: 79044376
- WorldCat: E39PBJfWTT7KcCh9QG7phpR7pP